# Pär Granstedt
Pär Erik Granstedt (i riksdagen kallad Granstedt i Järna), född 19 oktober 1945 i Bromma församling i Stockholm, är en svensk politiker (centerpartist). Han var ordinarie riksdagsledamot 1974–1994, invald för Stockholms läns valkrets (1974–1988 och 1991–1994) samt Stockholms kommuns valkrets (1988–1991). Till yrket har Granstedt varit sekreterare och senare direktör.

## Biografi
Han är son till lektorn Erik Granstedt och adjunkten och författaren Karin Vallner. Han gifte sig 1976 med eurythmisten Aurora Klingborg (född 1945), dotter till konstnären Arne Klingborg. Granstedt satt i kommunfullmäktige i Södertälje kommun 1971–1991.
Han var bland annat vice ordförande i utbildningsutskottet 1985–1988 och i utrikesutskottet 1988–1991. Åren 1991 till 1994 var han ledamot i utrikesutskottet och i utrikesnämnden. Som riksdagsledamot var han även ledamot i Europarådets svenska delegation och i EFTA- och EES-delegationen.
Han var politiskt sakkunnig i Regeringskansliet i säkerhets- och utrikespolitiska frågor 1995–1999, direktör, omvärldsanalytiker och politisk rådgivare åt LRF 1999–2005 och var 2006–2009 generalsekreterare för AWEPA (Association of European Parliamentarians for Africa).
Granstedt har en pol.mag. från Stockholms universitet. Han har skrivit flera böcker med teman som global utveckling och miljö- och resurshushållning. "Den Trebenta Pallen - Afrikanska Utmaningar och Europas Ansvar" tillsammans med Joe Frans, utkom på Humanus i september 2011.